# Frederick Pollard
Frederick Pollard (Estados Unidos, 18 de febrero de 1915-15 de febrero de 2003) fue un atleta estadounidense, especialista en la prueba de 110 m vallas en la que llegó a ser medallista de bronce olímpico en 1936.

## Carrera deportiva
En los JJ. OO. de Berlín 1936 ganó la medalla de bronce en los 110 m vallas, con un tiempo de 14.4 segundos, llegando a meta tras su compatriota Forrest Towns (oro con 14.2 segundos) y el británico Don Finlay (plata).